# 1572
Năm 1572 (số La Mã: MDLXXII) là một năm nhuận bắt đầu từ ngày thứ Ba trong lịch Julius.